# Kulciînkî, Krasîliv
Kulciînkî (în ucraineană Кульчинки) este o comună în raionul Krasîliv, regiunea Hmelnîțkîi, Ucraina, formată numai din satul de reședință.

## Demografie
Componența lingvistică a comunei Kulciînkî
     Ucraineană (99,59%)
     Alte limbi (0,41%)
Conform recensământului din 2001, majoritatea populației comunei Kulciînkî era vorbitoare de ucraineană (99,59%), existând în minoritate și vorbitori de alte limbi.